# Kinh tế học giáo dục
Kinh tế học giáo dục là một ngành khoa học trong đó, nghiên cứu làm thế nào để phân bổ nguồn lực khan hiếm một cách tối ưu trong giáo dục để đạt được hiệu quả về mặt kinh tế và xã hội. Trong cuốn sách Khoa học giáo dục Việt Nam từ đổi mới đến nay, Phan Văn Kha và Nguyễn Lộc cho rằng kinh tế học giáo dục là một liên ngành được hình thành dựa trên hai ngành khoa học là kinh tế học và giáo dục học. Trong khi đó Geogre Psacharopoulos thì cho rằng kinh tế học giáo dục có sự kết hợp với một số ngành khoa học khác như kinh tế học lao động, tâm lý học, nhân chủng học, xã hội học, và khoa học chính trị.
Điểm mạnh của ngành kinh tế học giáo dục nằm ở việc nó tồn tại dựa trên cơ sở lý thuyết và khuôn khổ rõ ràng để phát triển lý thuyết cũng như kiểm nghiệm định lượng, trả lời cho các câu hỏi về chính sách bằng các con số và giúp các nhà chính sách giáo dục quyết định nên đầu tư vào lúc nào và ở đâu. Tuy nhiên, vì được xây dựng trên nền tảng của các ngành khoa học khác, nên ngoài việc giải quyết các vấn đề mang tính thực chứng, kinh tế học giáo dục còn đề cập các vấn đề mang tính chuẩn tắc. Vì vậy, đây được coi là một ngành khoa học mà kết quả sau cùng tìm được có thể đúng hoặc có thể sai.